# Heliophanus cassinicola
Heliophanus cassinicola là một loài nhện trong họ Salticidae.
Loài này thuộc chi Heliophanus. Heliophanus cassinicola được Eugène Simon miêu tả năm 1910.